# Волкова Зінаїда Львівна
Зінаїда Львівна Волкова (до шлюбу Бронштейн; 27 березня 1901, Іркутська губернія — 5 січня 1933, Берлін) — радянська марксистка, старша донька Льва Троцького та його першої дружини Олександри Соколовської, марксистки з українського Миколаєва.

## Життєпис
Народилася 1901 року в Іркутській губернії, де її батьки перебували на засланні. Після того, як у 1902 році її батько втік за кордон, дівчинку та її сестру Ніну взяли на виховання Давид Леонтійович та Ганна Львівна Бронштейни, батьки Троцького. З мамою залишилася молодша сестра Ніна.
Двічі одружувалась, мала дочку від першого чоловіка та сина від другого. Обидва чоловіки загинули під час Великого терору. Після революції Зінаїда одружилася з Захаром Борисовичем Могліном (1897 — 9 жовтня 1937, Сандармох), але пара швидко розлучилася. Пізніше пошлюбила Платона Івановича Волкова (16 квітня 1898—1936). Він був заарештований і засланий у 1928 році. Згодом ще кілька разів заарештовувався радянською владою та засуджувався до різних термінів заслання й ув'язнення. Знову його було заарештовано 19 лютого 1936 року, в цей момент він був робітником Омського Облбудтресту. На цей раз його залучили у справі Валентина Ольберга для використання на Першому Московському процесі. Але він у процесі не брав участі, бо був засуджений Військовою колегією Верховного суду 2 жовтня 1936 року разом із 24 підсудними і розстріляний наступного дня. (Прах похований у спільній могилі Донського крематорію).
У 1930 році Зінаїда отримала дозвіл на виїзд з СРСР, щоб відвідати батька в Туреччині, взявши з собою лише молодшу дитину, сина. Вона залишила доньку на піклування батька, свого першого чоловіка. Якийсь час жила у батька в Туреччині, потім лікувалася в Берліні. У 1932 році разом з Левом Троцьким була позбавлена радянського громадянства. У січні 1933 року, перебуваючи в глибокій депресії через неможливість посернутися в СРСР, хвора на туберкульоз Зінаїда наклала на себе руки.
У 1985 році вийшов фільм «Зіна» режисера Кена Макмуллена, роль Зіни виконала Доміціана Джордано  .

## Діти
У першому шлюбі народила доньку Олександру (1923—1989), у шлюбі Олександру Захарівну Бахвалову, яка провела кілька років у в'язницях, була звільнена та реабілітована у 1956 році.
У другому шлюбі народився син Всеволод Платонович Волков (Сева ; 7 березня 1926, Москва — 17 червня 2023) — згодом мексиканський хімік, а потім директор Будинку-музею Троцького Естебан Волков Бронштейн (Esteban Volkov Bronstein). Одна з його чотирьох доньок — Нора Долорес Волков (Nora Dolores Volkow, нар. 27 березня 1956, Мехіко), відома американська психіатриня, професорка Брукгейвенської національної лабораторії, з 2003 року — директорка Національного інституту наркоманії у складі. Інша донька — Патрісія Амалія Волков-Фернандес (Patricia Amalia Volkow-Fernández), мексиканська лікарка, авторка наукових досліджень у галузі синдрому імунних порушень. Старша донька — Вероніка Волков-Фернандес (Verónica Volkow Fernández), відома мексиканська поетеса та мистецтвознавиця. Молодша донька — Наталія Еухенія Волков-Фернандес (Natalia Eugenia Volkow Fernández), економістка, заступниця директора зв'язку з навчальними закладами Мексиканського Національного інституту статистики, географії та інформатики. Їхня мати — Пальміра Фернандес, іспанського походження, була модельєркою.